# Polemius Silvius
Polemius Silvius war ein römischer Schriftsteller und Geschichtsschreiber des 5. Jahrhunderts n. Chr.
Polemius Silvius stellte im Jahr 448/449 einen Festkalender zusammen. Dieser ist dem Bischof von Lyon, Eucherius, gewidmet und in nur einer Handschrift erhalten. Manche heidnische Elemente sind darin ausgelassen, dafür christliche ergänzt. Einen Anhang dazu bilden u. a. ein Verzeichnis der römischen Provinzen, insbesondere der gallischen Provinzen, ferner eine Auflistung der römischen Kaiser bis Theodosius II. und Valentinian III. („Nomina omnium principum Romanorum“), der Gebäude und topographischen Merkmale Roms und der Tiernamen sowie ein kurzer historischer Überblick seit der Sintflut („Breviarium temporum“).

## Ausgaben
- Origo Gentis Romanorum – Polemius Silvius – Narratio de Imperatoribus. Herausgegeben von Bruno Bleckmann u. a. (= Kleine und fragmentarische Historiker der Spätantike. Band B 5–7). Ferdinand Schöningh, Paderborn 2017, S. 141–239 (wissenschaftliche Edition der römischen Kaiserliste und des historischen Abrisses seit der Sintflut, mit umfangreichem Kommentar).
- Polemii Silvii Latercvlvs. Herausgegeben von David Paniagua (= Fonti per la Storia dell’Italia medievale. Antiquitates, Band 51). Sede dell’Istituto Palazzo Borromini, Rom 2018, ISBN 978-88-980-7984-1 (wissenschaftliche Edition des gesamten Werkes mit sehr ausführlicher Einleitung zur handschriftlichen Überlieferung).